# Cetineite
La cetineite è un minerale.